# Plaza de Canalejas
La plaza de Canalejas, antes conocida como de las Cuatro Calles; se encuentra en el distrito Centro de Madrid, está situada entre la Carrera de San Jerónimo y las calles de la Cruz, Sevilla y Príncipe. Lleva el nombre del político y orador José Canalejas (1854-1912), que murió asesinado por un anarquista mientras miraba el escaparate de la desaparecida librería San Martín, de la vecina  Puerta del Sol esquina a la calle Carretas, a unos cien metros de esta plazoleta.

## Perímetro

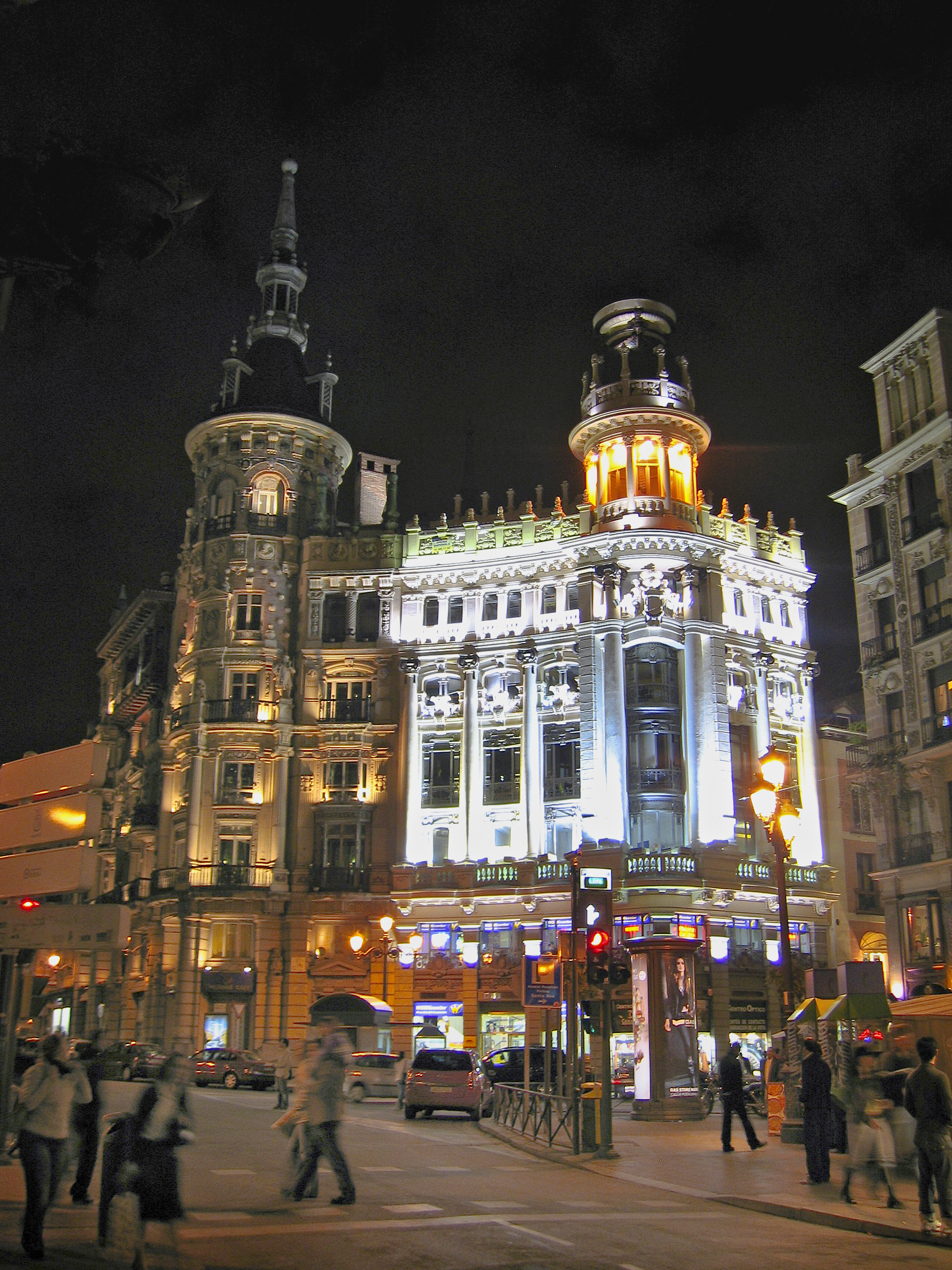
Detalle de dos de los edificios más emblemáticos de la plaza de Canalejas: la casa de Allende y el edificio Meneses

El espacio urbano está encajado entre edificios de singular arquitectura, entre ellos:
El edificio del Banco Hispano Americano de piedra caliza del que fuera Banco Hispano Americano (luego Grupo Santander), proyectado por Eduardo Adaro en 1902, sito en el número 1, esquina a la Carrera de San Jerónimo.
De 1920 es la Casa de Allende o de Tomás Allende, que ocupa otra esquina de la Carrera, en el número 3. Este edificio, proyectado por Leonardo Rucabado, generoso en elementos constructivos, cuenta con un mirador en madera de estilo cántabro, único en Madrid y un remate cerámico obra de Daniel Zuloaga.
En el número 4, compartiendo parcela con la Casa de Allende se halla el edificio Meneses de estilo ecléctico, que la viuda del financiero Meneses encargó construir en 1914 a los arquitectos José María Mendoza Ussía y José de Aragón Pradera, quedando terminado en 1915.

### Establecimientos

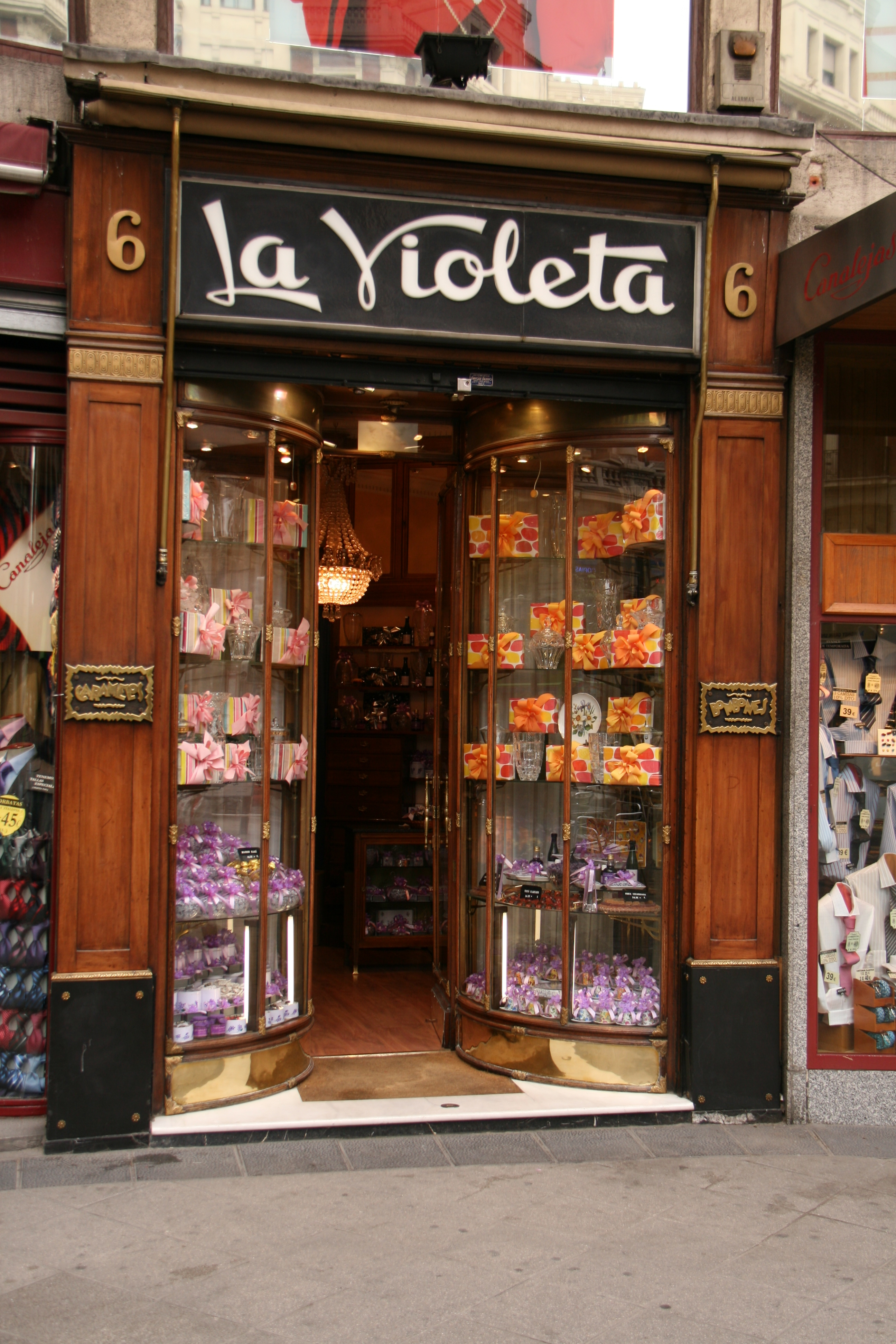
Tienda de caramelos La Violeta

Répide, anota en sus crónicas callejeras que en esta plaza tuvieron establecimiento y dependencias el periódico La Tribuna y el Círculo Literario de Madrid.
Un rincón de típica tradición madrileña en esta falsa plazoleta de Canalejas es el establecimiento "La Violeta", una pequeña tienda de caramelos fabricados artesanalmente inaugurada en 1915 por el confitero Mariano Gil Fernández en el local de calle del portal número 6. Es anécdota legendaria que el rey Alfonso XIII compraba estas "violetas" tanto para su esposa, la reina Victoria Eugenia, como para su amante, Carmen Ruíz de Moragas.

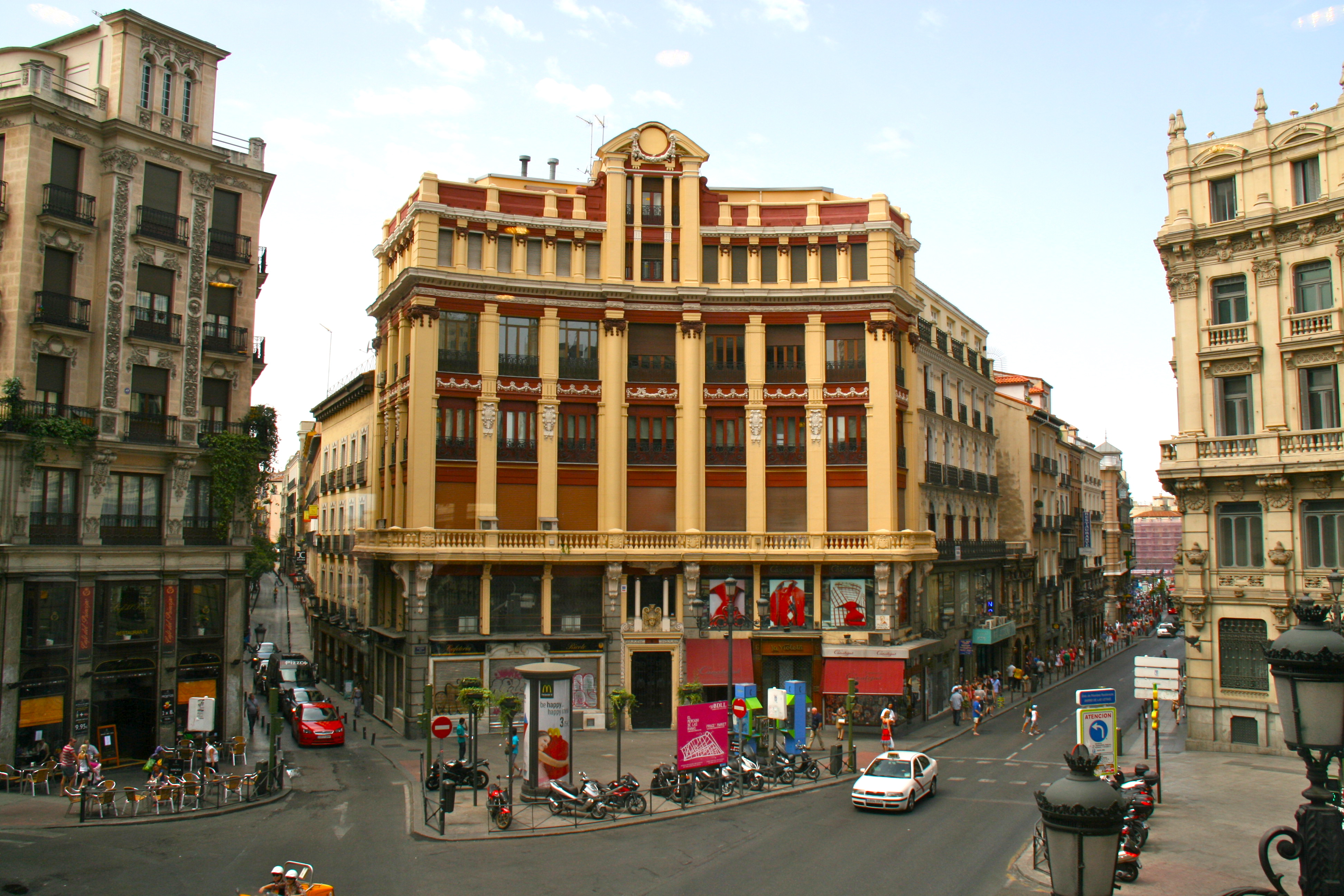
La plaza, seccionada por la carrera de San Jerónimo, que viene (por la derecha) desde la Puerta del Sol
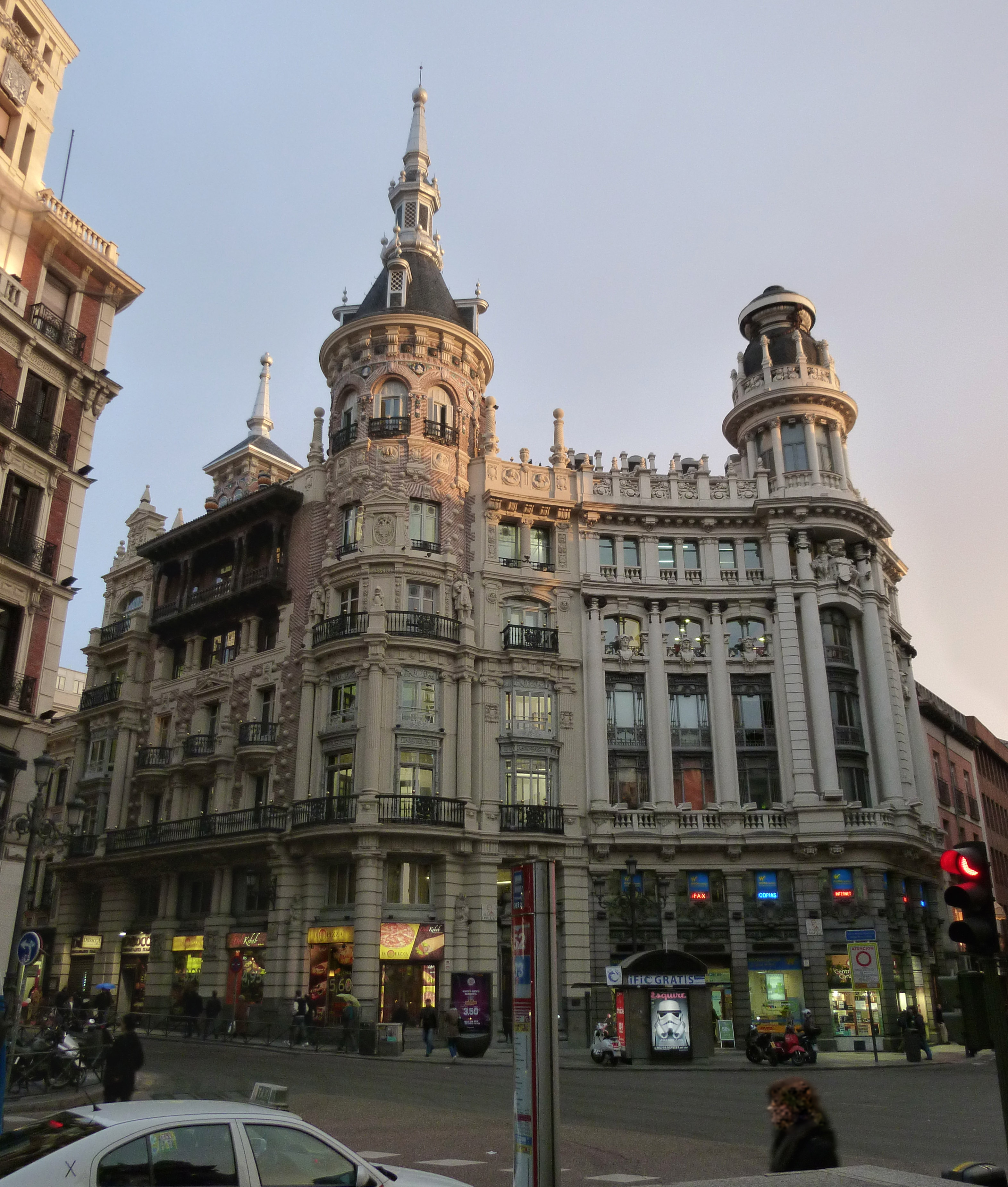
La Casa de Allende y el edificio Meneses de fondo
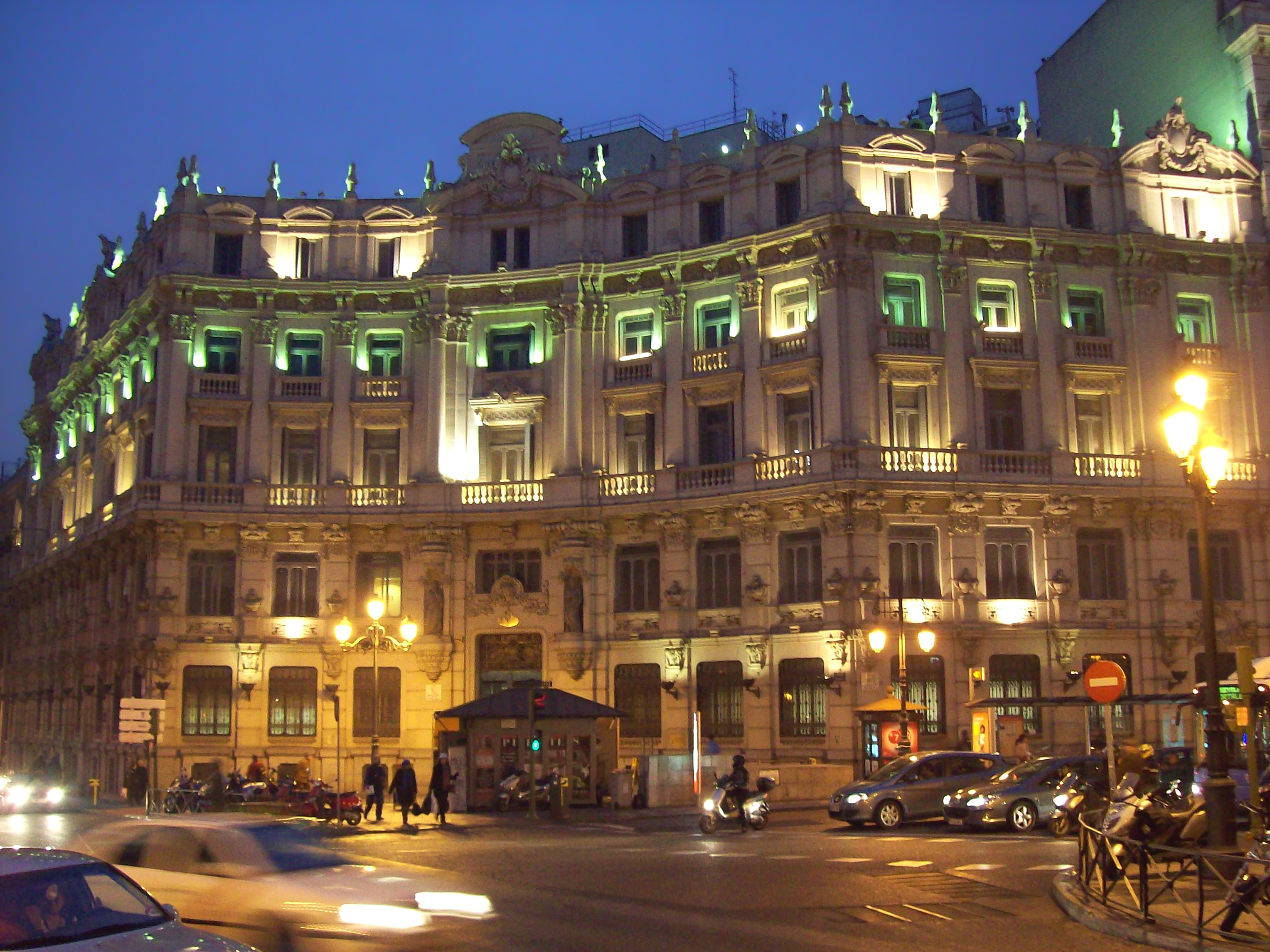
Edificio del Grupo Santander, antes local del Banco Hispano Americano
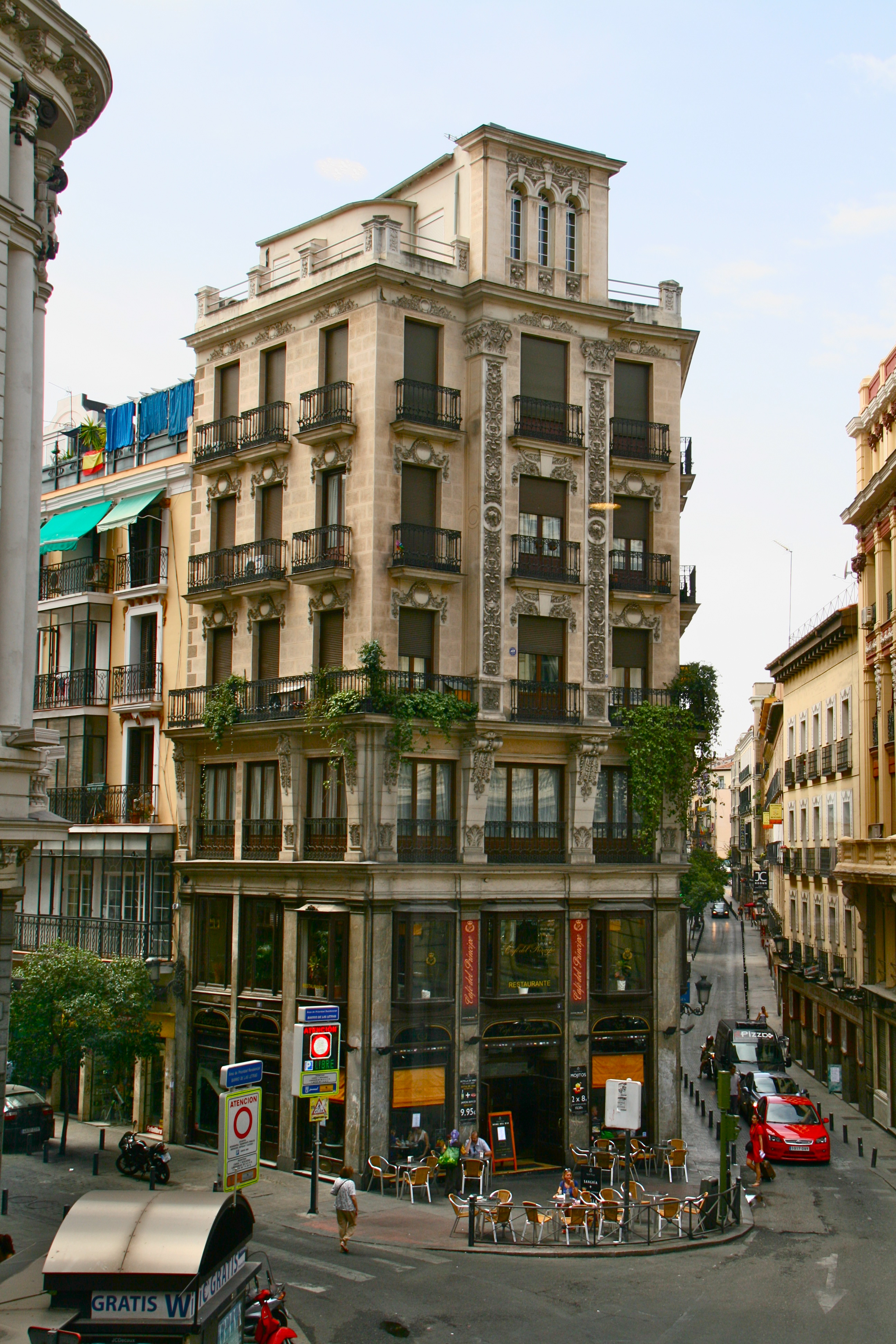
Edificio modernista
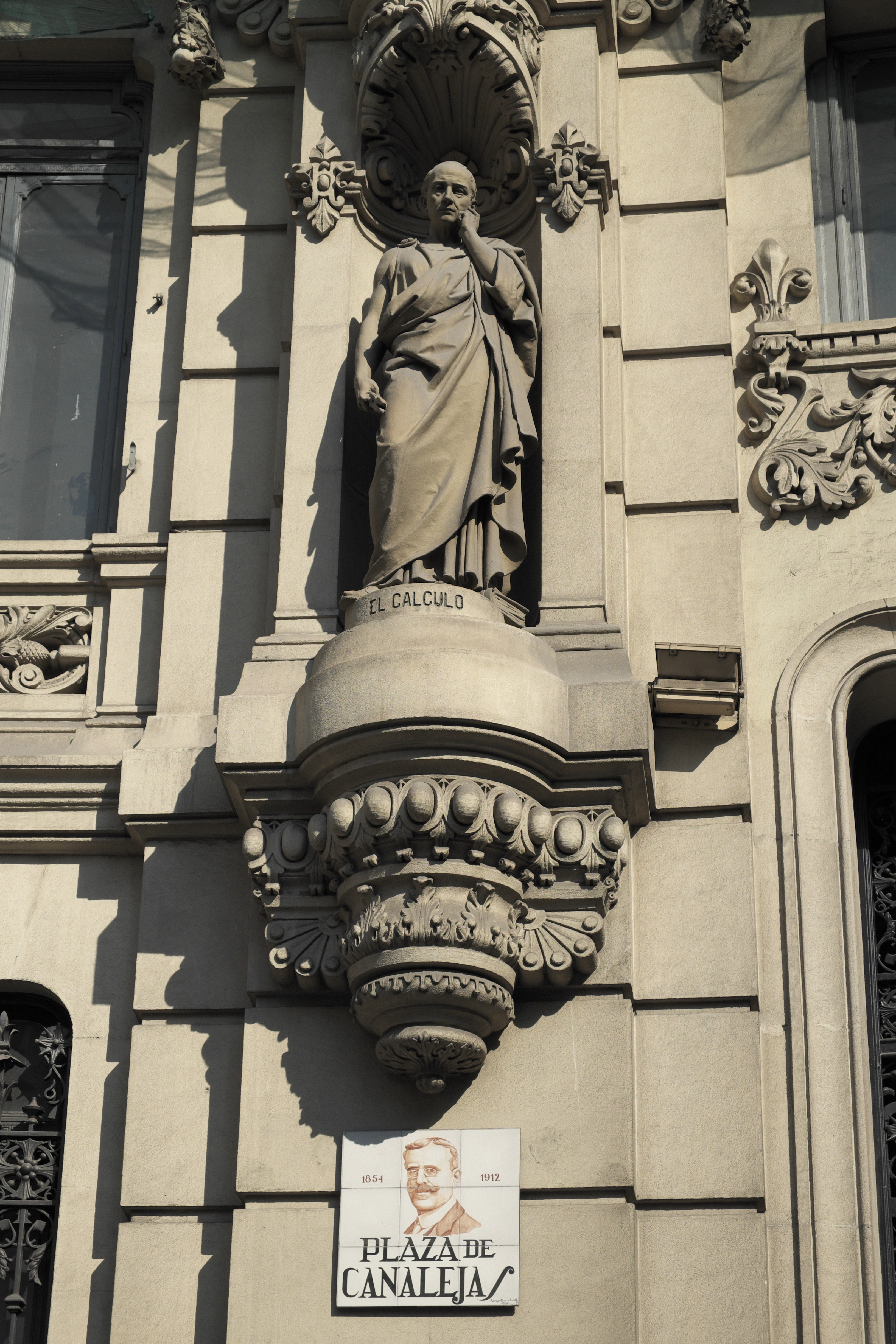
Detalle del antiguo Banco Español de Crédito y placa de azulejos de Ruiz de Luna